# Шенраб

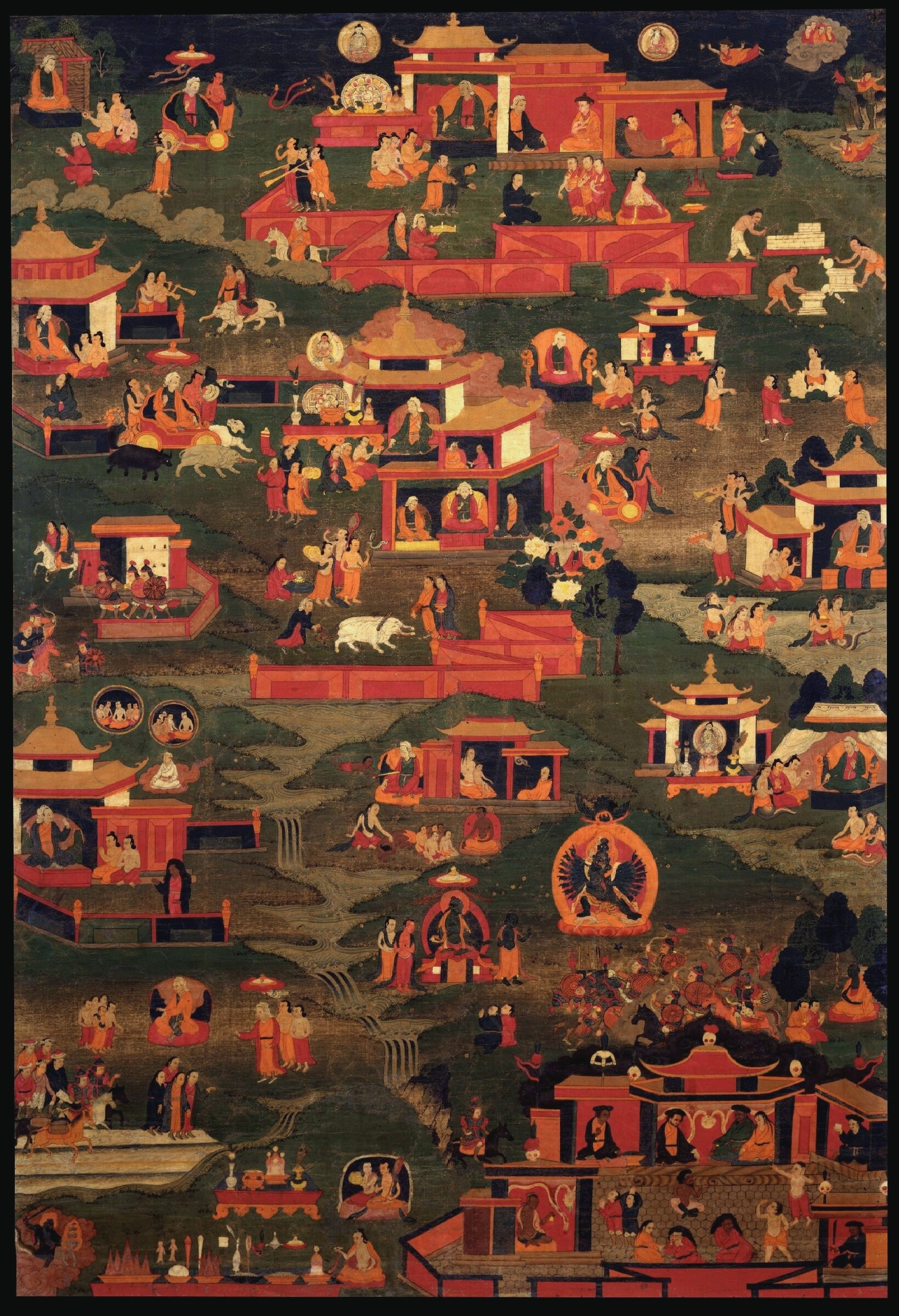
Сцены из жизни Шенраба Миво. Тибетская танка XIX века, одна из серии, состоящей из пяти картин. Музей искусства Рубина, Нью Йорк

Шенраб, Шенраб Миво (тибетский: གཤེན་རབ་མི་བོ ,транслитерация Вайли: gshen rab mi bo), Тонпа Шенраб (учитель Шенраб, транслитерация Вайли: ston pa gshen rab) — согласно традиции религии бон, легендарный основатель этой религии. В традиции бон считается, что он был первым, кто начал преподавать принципы дзогчена.

Многие тексты бонского канона приписываются Шенрабу.

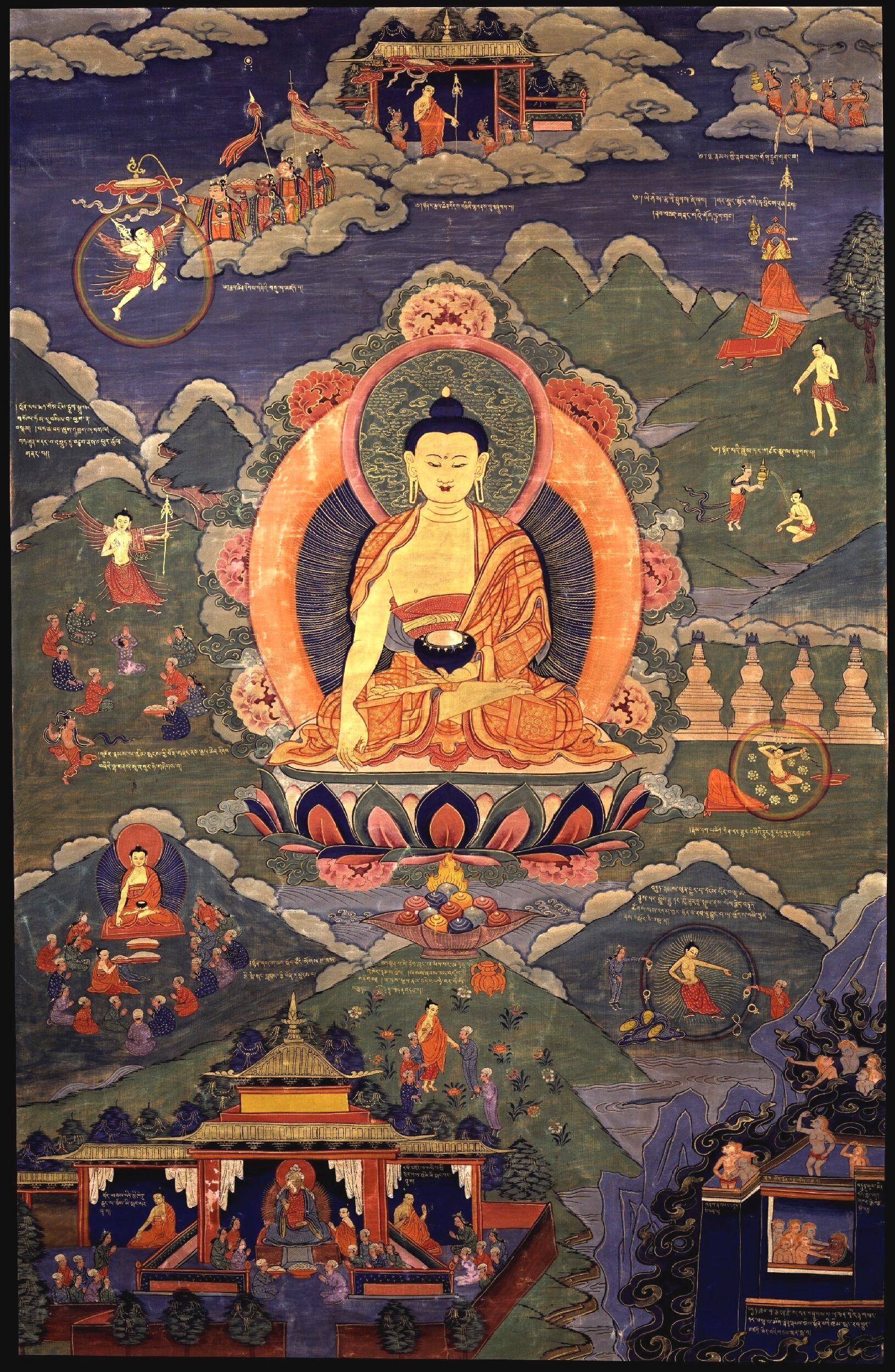
Основатель бон Шенраб Миво и сцены из его жизни. Тибетская танка XIX века. Музей искусства Рубина, Нью Йорк

## Этимология
Шенраб в переводе с тибетского означает совершенный жрец. Подлинное имя Шенраба — Дмура (Мура) — встречается в бонских книгах на шангшунском языке.

## Жизнь Шенраба, согласно бонской религиозной традиции
Оригинальная биография Шенраба представляет собой текст из более чем тысячи страниц (в другой редакции 12 томов), но содержит в основном изложение религии бон и события, которые сложно интерпретировать вне религиозной традиции.
Шенраб родился в королевской семье. Будучи принцем, Шенраб женился в молодые годы и имел несколько детей. В возрасте тридцати одного года он отрекся от своей мирской жизни, крестился в святом озере, начал практику строгого аскетизма и обучение бонской доктрине. У Шенраба были ученики и много людей он обратил в своё учение. Шенраб умер спокойно в возрасте восьмидесяти двух лет.
Шенрабу приписываются такие высказывания как: «Те, которые не способны понять поучения, подобны гороху, бросаемому на скалу», или: «Ты будешь желать лучшего другому, как ты хочешь добра для себя».
Перед смертью Шенраб предрек вечность своего учения и предсказал приход «доброго учителя».

## Поиски исторических параллелей
Гумилёв Л. Н. и Кузнецов Б. И. в статье, посвященной религии Бон, высказывают предположение о том, что учением, которое преподавал Шенраб, был Митраизм.
В книге «Бон и маздаизм» Кузнецов Б. И. соотносит биографию Шенраба с событиями, которое произошли на территории современного Ирана в VI веке до нашей эры и привели к созданию великой империи Ахеменидов .
Кузнецов Б. И. предполагает, что имя Шенраба — Дмура (Мура) соответствует древнеиранскому имени Митра .
Кузнецов Б. И. находит многочисленные сходства в биографиях Шенраба и Заратуштры, но отмечает большую древность первой биографии.